# Protonové centrum v Praze
Protonové centrum v Praze (Proton Therapy Center, PTC) je klinika specializující se na diagnostiku a léčbu nádorů protonovým zářením, která se nachází v areálu Fakultní nemocnice Bulovka. Jedná se o moderní klinické centrum, které pro léčbu pacientů s nádorovým onemocněním využívá metodu protonového záření. Zaměřuje se na léčbu pacientů s takovými druhy rakoviny, u kterých je protonová radioterapie světově uznávanou a doporučenou radioterapií.
V roce 2016 bylo Protonové centrum pověřeno organizací prestižní konference PTCOG Particle Therapy Co-Operative Group, Společnosti částicové terapie v Praze. Následně za něj obdrželo také ocenění Kongres roku 2016 od organizace Prague Convention Bureau.

## Vybavení a kapacita
Protonové centrum disponuje cyklotronem, na který jsou připojena 4 ozařovací zařízení - jedno s pevným svazkem a tři s otáčivou konstrukcí. Kromě vlastní léčby centrum nabízí také diagnostiku pomocí počítačové tomografie, magnetické rezonance a pozitronovou emisní tomografii v kombinaci s počítačovou tomografií (PET/CT).
Centrum může léčit až 2000 pacientů ročně. Má vlastní tým nukleární medicíny (PET/CT vyšetření) a radiodiagnostiky (MR a CT vyšetření), specializované lékaře (radiační a klinické onkology, ORL lékaře, urology) a klinické fyziky.

## Historie a financování
Protonové centrum poskytuje léčbu českým i zahraničním pacientům. Bylo zde léčeno více než 10 000 pacientů z 60 zemí světa. Protonové centrum je členem Evropské společnosti pro radioterapii a onkologii ESTRO a aktivně spolupracuje s ostatními onkologickými centry v rámci EU.
V roce 2020 bylo Protonové centrum plně integrováno do Národního onkologického centra spolu s Fakultní nemocnicí v Motole, Ústřední vojenskou nemocnicí a Nemocnicí Na Homolce, která patří mezi vysoce specializovaná onkologická pracoviště poskytující komplexní onkologickou léčbu pro děti a dospělé. 
Liberecká společnost Syner zahájila 1.5.2009 výstavbu centra (podle projektu společnosti HELIKA) a první ozařovna byla uvedena do provozu v prosinci 2012.
Firmu založili v roce 2002 bratři Laštovkovi. Projekt za 4,2 miliardy Kč financovala Erste Group Immorent. V roce 2020 změnilo Protonové centrum majitele, od bankovní skupiny Erste ho koupila společnost Démétér Property ze skupiny Raiffeisenbank. Provozovatelem centra je nadále společnost Proton Therapy Center Czech s.r.o. Václava a Pavla Laštovkových. 

## Protonová terapie a metoda pencil beam scanning
Protonová terapie používá k ozáření a likvidaci nádorových buněk protony. Tyto částice dávají protonové terapii její mnohé výhody. Největší výhodou v porovnání s běžnou radioterapií je její přesnost a schopnost ochránit zdravé tkáně.
Protony, tedy kladně nabité elementární částice jádra atomu vodíku, jsou v cyklotronu urychleny na přibližně polovinu rychlosti světla. Tím získají energii, která umožňuje zničit nádory až v hloubce 30 centimetrů. Následně jsou protony usměrněny silným magnetickým polem do velmi úzkého paprsku a s vysokou přesností přeneseny do nádoru. Při zbrzdění v nádorové tkáni dojde k uvolnění energie, ionizaci a poškození DNA zasažené buňky. Je-li toto poškození vícečetné, rakovinová buňka se přestává dělit, nebo přímo umírá.
Tužkové skenování neboli Pencil Beam Scanning (PBS), označuje přesné rozložení dávky protonového paprsku a představuje v současnosti naprostý vrchol v technologii protonové terapie. Při tomto způsobu ozařování je tenký (tužkový) svazek směřován do příslušného bodu cílového objemu pomocí magnetického pole. Vysoce přesným řízením změn tohoto magnetického pole docíleno postupného ozáření celého nádorového ložiska.

## Spektrum léčených diagnóz
V Protonovém centru jsou léčeni pacienti s širokým spektrem diagnóz. Nejčastěji se zde léčí pacienti s diagnózou rakoviny prostaty, rakoviny prsu, nádory u dětí, nádory hlavy a krku, nádoru mozku a centrální nervové soustavy, nádory plic, vybranými nádory zažívacího traktu, maligními lymfomy a nádory jater Archivováno 8. 10. 2021 na Wayback Machine.. Nejnovější diagnózou, kterou lze v Protonovém centru léčit, je léčba leukemického postižení centrálního nervového systému. Přestože protonová terapie představuje šetrnou metodu radioterapie, ne všechny typy onkologických onemocnění mohou být pomocí protonů léčeny, jedná se např. o žaludek, střeva, gynekologické orgány.

## Diagnostická vyšetření
Součástí Protonového centra je také Oddělení radiodiagnostiky a Oddělení nukleární medicíny. Kromě vlastní léčby tak mohou pacienti podstoupit diagnostická vyšetření, jako jsou magnetická rezonance a pozitronová emisní tomografie v kombinaci s počítačovou tomografií. 
Přístroj pro vyšetřování magnetickou rezonancí umožňuje kompletní diagnostiku onemocnění v oblasti hlavy, trupu, páteře, velkých a malých kloubů i mnohé pokročilé vyšetřovací techniky. Zvláště je přizpůsoben pro diagnostiku nádorových onemocnění mozku, hlavy a krku, prsu a prostaty. Nadstandardně široký „tunel“ takzvané gantry, s průměrem 70 cm snižuje pocity stísněnosti při vyšetření i u značně citlivých pacientů. Vyšetřovací stůl s nosností až 220 kg umožňuje vyšetřit i statné pacienty.
Oddělení Radiodiagnostiky provádí následující vyšetření:
- MR zobrazení hlavy (např. mozku včetně MR angiografie, spektroskopie mozku),
- MR končetin, kloubů, páteře (krční, hrudní nebo bederní)
- MR měkkých tkání,
- MR zobrazení krku, hrudníku, břicha, pánve,
- MR angiografie,
- MR spektroskopie,
- MR cholangiopankreatografie (MRCP),
- MR prsu.

V září 2021 zahájilo Protonové centrum jako první léčebné zařízení v ČR instalaci digitálního PET/CT. Vysoká rozlišovací schopnost digitálního PET/CT zvyšuje šanci na včasnou léčbu pacientů. Přístroj lékařům umožní daleko rychleji reagovat na případný návrat onkologického onemocnění a s předstihem zamezit jeho dalšímu rozvoji. V rámci vyšetření je nutná nitrožilní aplikace speciálních radioaktivních látek nazývaných radiofarmaka a případně také jódové kontrastní látky pro přesnější zobrazení.
Oddělení Nukleární medicíny provádí následující vyšetření:
- PET/CT trupu s využitím radiofarmaka fluorodeoxyglukózy (FDG),
- PET/CT trupu s využitím radiofarmaka fluorocholinu (FCh),
- PET/CT trupu s využitím radiofarmaka 18F - fluciclovinu (Axumin),
- PET/CT mozku s využitím radiofarmaka fluorodeoxyglukózy (FDG),
- PET/CT pro plánování radioterapie.

## Léčebné výsledky
V léčbě karcinomu prostaty se protonová radioterapie uplatňuje již desítky let a je světově zavedenou a uznávanou metodou. Velké prospektivní studie a data poukazují na vyšší účinnost i bezpečnost protonové léčby ve srovnání s fotonovým ozařováním Jedná se zejména o výskyt akutních a chronických komplikací po ozařování (zánět močového měchýře, pálení při močení, inkontinence či impotence).
V září 2023 vyšel v časopise Cancers článek 5-Years Analysis of Effectivity and Toxicity of Ultra-Hypofractionated Proton Radiotherapy in the Treatment of Low- and Intermediate-Risk Prostate Cancer – A retrospective Analysis. V článku jsou prezentována data, která vznikla na základě sledování 853 pacientů léčených protonovou radioterapií pro nízce nebo středně rizikový karcinom prostaty v období mezi lednem 2013 až červnem 2018. Výsledky ukázaly, že přežití bez biochemického relapsu, (tedy bez biochemického návratu onemocnění, bDFS) je 96,5 % pro pacienty s nízce rizikovým karcinomem prostaty, 93,7 % pro středně rizikový karcinom prostaty s příznivým profilem toxicity, a 91,2 % pro středně rizikový karcinom prostaty s nepříznivým profilem toxicity. Přičemž slovo toxicita zde označuje rizika vzniku pozdních nežádoucích účinků.  Ze závěru článku také vyplývá, že ultra-hypofrakcionovaná radioterapie pro léčbu karcinomu prostaty je nejen účinnou léčebnou možností/modalitou, ale má také příznivý profil pozdní gastrointestinální a genitourinární toxicity. Pozdní toxicita je termínem označujícím vznik nežádoucích účinků až po skončení léčby.
V Journal of Medical Radiation Sciences vyšla v srpnu 2022 studie Pencil-beam scanning proton therapy for the treatment of glomus jugulare tumors. Nádory glomus jugulare jsou benigní tumory, které vznikají v bázi lební, tedy ve spodní části lebky. Jde o vzácné nádorové onemocnění, (odhadovaná roční incidence je asi 0,07 případu na 100 000 za rok). Vyznačuje se prorůstáním do sousedních kostí i tkání a také častou recidivou. Studie vychází z údajů o léčbě skupiny 12 pacientů s velkými nádory glomus jugulare, které se nehodily pro operativní léčbu nebo stereotaktickou radioterapii (typ zevní radioterapie, při které jsou aplikovány vysoké dávky záření). Protonovou radioterapií byli pacienti léčeni mezi prosincem 2013 až červnem 2019. Z výsledků léčby vyplývá, že i u velkých nádorů léčených protonovou terapií lze významně snížit dávku záření do kritických orgánů a tím snížit riziko pozdních nežádoucích účinků (toxicity) jako například: zhoršení kognitivních funkcí, poškození sluchu (ototoxicita), zhoršení funkce/funkcí nervového systému (neurotoxicita) či vznik sekundárních nádorů. Protonová radioterapie je dle studie příznivá i v případě akutní toxicity.
Z článku Dávková eskalace v léčbě NSCLC protonovou radioterapií, který vyšel v časopise Onkologie (rok 2022) vyplývá, že protonová radioterapie může být optimální léčebnou modalitou pro nezanedbatelnou skupinu pacientů, kterým byl diagnostikován NSCLC (nemalobuněčný karcinom plic). A to díky charakteristické výhodě protonové radioterapie (oproti fotonovému ozařování) – existenci Braggova peaku/vrcholu ve smyslu nižší vstupní dávky a jejího prudkého spádu na konci ozařovaného objemu. Indikace k protonové radioterapii by měla být především u pacientů s nutností šetření zdravých tkání (ve vrcholku plic/apexu plic v blízkosti nervů páteřní míchy/plexus brachialis). Své opodstatnění může mít i v případě vícečetného karcinomu plic či při reiradiacích již ozařovaných pacientů.  
V polovině února roku 2021 vyšla v prestižním zahraničním časopise pro radiační onkologii International Journal of Radiation Oncology, Biology and Physics odborná práce, která vznikla na základě dat o léčbě pacientů v PTC. Studie sledovala v průběhu osmi let celkem 279 pacientů, kteří se léčili s karcinomem prostaty pomocí protonové radioterapie metodou tužkového skenování. Výsledky ukázaly, že pět let po léčbě je 97 procent pacientů s nízce rizikovým karcinomem prostaty vyléčeno. U pacientů s karcinomem prostaty středního rizika bylo vyléčeno celkem 90 procent. 
U některých pacientů s Hodgkinovým lymfomem může terapie protonovým svazkem, ve srovnání s fotonovou terapií, snížit riziko kardiovaskulárních onemocnění souvisejících s ozářením a vzniku sekundárních nádorů.
V červnu 2020 zveřejnil lékařský tým Protonového centra v odborném časopise European Archives of Oto-Rhino-Laryngology nejnovější poznatky k léčbě karcinomu nosohltanu pomocí protonové terapie.
Při léčbě karcinomu prsu, lymfomů a nádorů plic je kombinováno protonové ozáření tužkovým svazkem a řízený maximální nádech (deep inspiration breath hold - DIBH) v kombinaci s technikou re- paintingu, která umožňuje použití protonového svazku v pohyblivých oblastech. Tím jsou u těchto pacientů chráněny životně důležité orgány jako je srdce a plíce před nežádoucím ozářením.

## Hrazení léčby
Protonová léčba je hrazena ze zákona zdravotními pojišťovnami. Její úhrada je čerpána z veřejného zdravotního pojištění a je uvedena i ve vyhlášce Ministerstva zdravotnictví ČR. Protonové centrum má uzavřené smlouvy se všemi českými zdravotními pojišťovnami, spolupracuje i s pojišťovnami slovenskými a zahraničními. Seznam zdravotních pojišťoven, se kterým má Protonové centrum uzavřeny smlouvy, lze nalézt na www.ptc.cz.

## Stavba
Centrum sídlí v objektu v severovýchodní části Fakultní nemocnice Bulovka, jižně od ulice V Holešovičkách. V částech objektu, které jsou k této ulici přivrácené, se nachází ambulantní a administrativní prostory centra. Naopak na odvrácené straně, která je umístěná ve svahu pod parkovištěm, jsou situovány terapeutické prostory. Jejich umístění pod zem navíc usnadňuje radiační ochranu těchto pracovišť.
Budova je pětipodlažní o rozměrech 70 × 48 metrů. Její výška dosahuje 24 metrů. Delší severní strana je umístěna do ulice V Holešovičkách. Fasáda je tvořena nepravidelně se střídajícími průhlednými a barevnými skly. Jižně od budovy je umístěn přístavek s chladicími věžemi. Umístění objektu ve svahu vytváří dvě úrovně přístupu do budovy: ze severní strany, z ulice V Holešovičkách se vstupuje v prvním nadzemním patře, naproti tomu z jihu je vstup do pátého nadzemního patra.
V roce 2013 získala budova Protonového centra ocenění Stavba roku, kterou pravidelně pořádá Nadace pro rozvoj architektury a stavitelství ABF.

## Spory o proplácení léčby
V dubnu 2006 uzavřel tehdejší správce VZP Antonín Pečenka za pojišťovnu smlouvu o smlouvě budoucí, která VZP zavazovala po dobu 15 let hradit Protonovému centru léčbu 1650 jejích klientů ročně. Smlouvu VZP v této době neuznala a vyvolala arbitráž. Rozhodnutí ve sporu pražského protonového centra a VZP ale nepadlo. Tyto počáteční neshody stran financování však byly velmi záhy překonány a dnes Centrum funguje na téměř 100 % své kapacity a má uzavřené smlouvy se všemi českými zdravotními pojišťovnami.